# Основной Закон Экваториальной Гвинеи 1991 года
Основной Закон 1991 года — название четвертой Конституции Экваториальной Гвинеи, действующей в настоящее время. Проект документа был вынесен на всенародный референдум без участия международных наблюдателей 16 ноября 1991 года, получив 98,36 % голосов «за», после чего конституция была обнародована правительством Теодоро Обианга, заменив предыдущую Конституцию 1982 года.
В соответствии с Великой хартией вольностей 1991 года установлено де-юре разделение следующих властей: исполнительная власть, состоящая из Президента или Главы государства, премьер-министра, назначаемого президентом Совета министров; Законодательная власть состоит из 100 членов Палаты депутатов, а Судебная власть возглавляется Верховным судом, назначаемым и смещаемым президентом.

## Реформы

### реформа 1995 года
Конституция претерпела три важные реформы, первая из которых произошла в январе 1995 г.. В ней были полностью или частично изменены статьи 23, 31, 32, 33, 36, 38, 39, 41, 42, 43, 45, 47, 48, 58, 64, 70, 91, 93, 94, 95-бис, 96, 97, 98 и 103 (Конституционный закон № 1/1995 от 17 января 1995 г.).

### Конституционный закон 1998 года
Конституционным законом, изменяющим статью 4, французский язык и языки коренных народов были признаны частью национальной культуры (Конституционный закон № 1/1998 от 21 января). Принятие французского языка было произведено путём интеграции в Экономическое и валютное сообщество Центральной Африки с введением в обращение франка КФА.

### Реформа 2011 года
Третьей и последней крупной реформой на сегодняшний день является реформа ноября 2011 года. После вынесения на национальный референдум эта реформа была одобрена, получив 295 780 голосов (97,7%) по сравнению с 6 858 голосами, полученными за вариант «НЕТ». Реформа ограничила полномочия президента республики двумя законодательными органами, создала Совет Республики и Сенат, ввела должность омбудсмена и вице-президента республики. Глава государства также стал главой правительства. Эта новая реформа Конституции была вынесена на всенародный референдум ещё до публикации текста, по которому собирались голосовать. Удивительно, но во время перестановок в правительстве после референдума президент Теодоро Обианг назначил двух вице-президентов, грубо нарушив только что проведенную им же реформу. Сенат, согласно тексту конституции, из 70 членов, из которых 55 будут избираться народом, а остальные 15 будут назначаться президентом Республики. Совет Республики всегда будет возглавляться бывшим главой государства.